# Xiuhtecuhtli

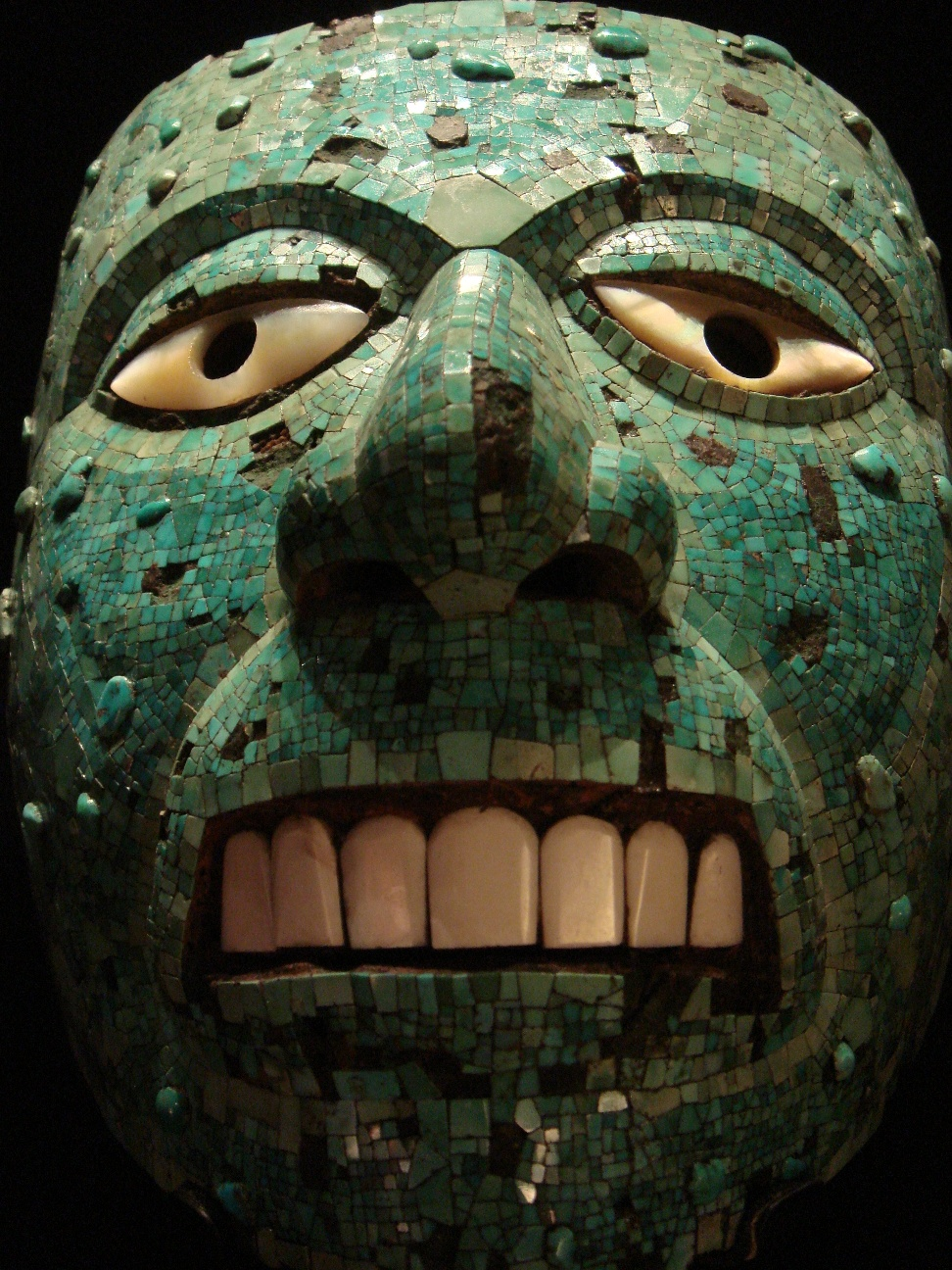
Xiuhtecuhtli

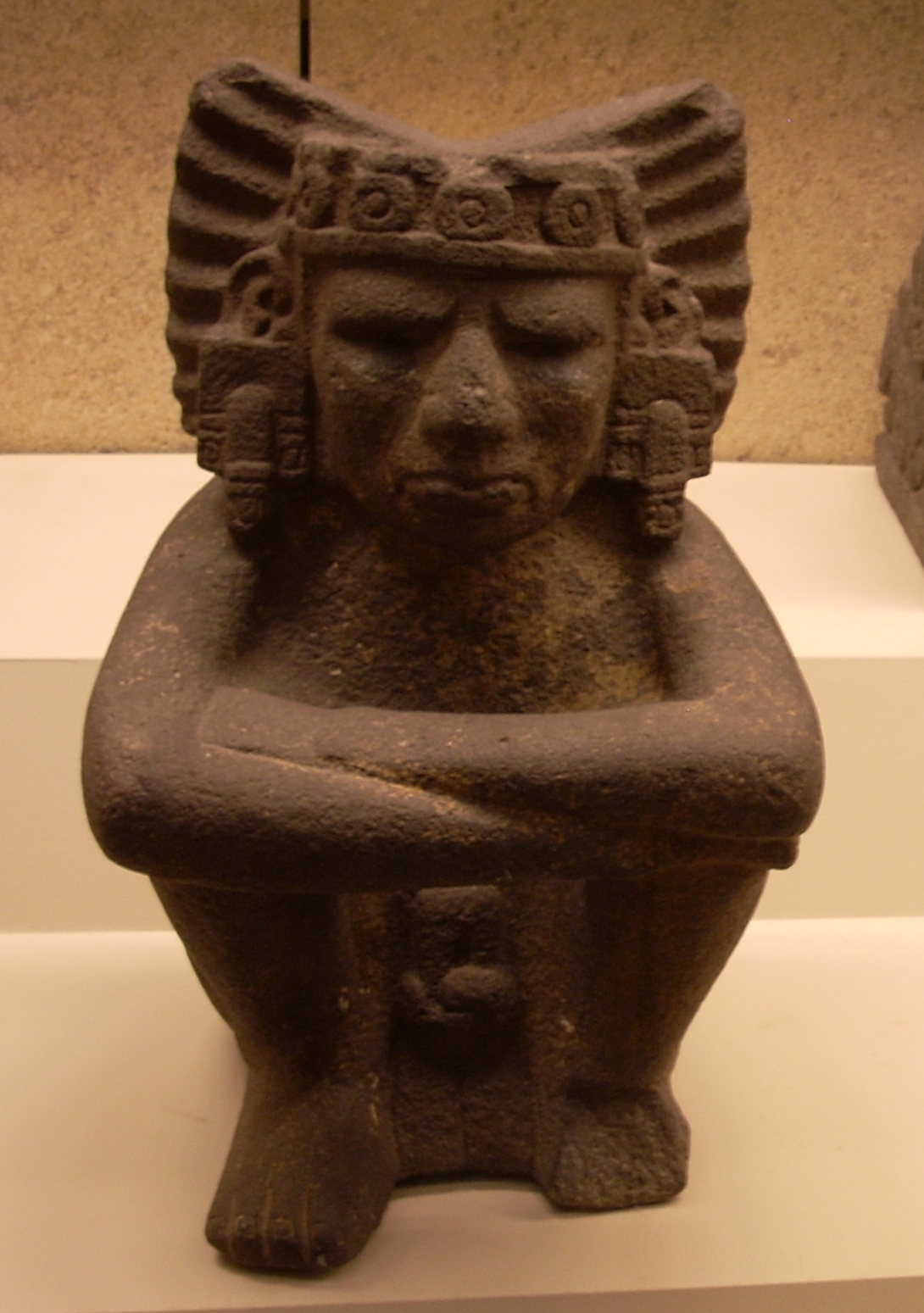
Beeld van Xiuhtecuhtli in het British Museum.

Xiuhtecuhtli (Nahuatl: Heer van het vuur) is een godheid uit de Azteekse mythologie. Hij werd ook wel Cuezaltzin ("vlam") en Ixcozauhqui genoemd, en men gaat ervan uit dat hij dezelfde is als Huehueteotl ("Oude God"), al wordt hij meestal als een jonge god afgebeeld.
Hij was de god van het hiernamaals, het vuur, de dag en hitte.
Xiuhtecuhtli wordt vaak afgebeeld met een geel, rood of groen gezicht.
Eenzelfde godheid kwam voor in meerdere religies in Meso-Amerika. Zo aanbaden de Mixteken een god genaamd Yahui met soortgelijke kenmerken.
Hij was de heer van vulkanen de personificatie van leven na de dood, warmte in kou, licht in de duisternis en voedsel tijdens hongersnood. Zijn vrouw en wederhelft was het rivier- en bronwater, Chalchiuhtlicue. Xiuhtecuhtli is een manifestatie van Ometecuhtli, de heer van Dualiteit en volgens de Florentijnse Codex was Xiuhtecuhtli de vader en moeder van alle goden, die rond dwaalde in een turquoise gewaad in het centrum van de aarde.
Het Nahuatl woord xiuhuitl betekent "jaar" alsook "turquoise" en "vuur", en Xiuhtecuhtli was ook de god van het jaar en van de tijd. In het 260-dagen ritueel van de Azteekse kalender, was hij de beschermheilige van de dag Atl ("Water") en met de trecena 1 Coatl ("1 Slang"). Xiuhtecuhtli was ook een van de negen Heren van de Nacht en heerste over het eerste uur van de nacht, genaamd Cipactli ("Alligator"). Xiuhtecuhtli was de beschermheilige van Azteekse keizers. De god was ook een van de beschermheiligen van de pochteca handelaars klasse.
Stenen beelden van een oude god die identiek aan Xiuhtecuhtli zou kunnen zijn, werden ritueel begraven als een offer en verschillende beelden zijn dan ook gevonden bij de grote tempel van Tenochtitlan waarmee hij nauw was verbonden. Een heilig vuur werd altijd brandend gehouden in de tempels van Xiuhtecuhtli. Als dank voor de vuurgift werd de eerste mond vol eten van ieder maal in het haardvuur gegooid.
Vreemd genoeg verwijst de offercontext van de zojuist genoemde beelden echter niet naar vuur en as, maar naar zeewater en zeezand. Dit hangt vermoedelijk samen met de verbondenheid van de vuurgod met de dag Water en diens in enkele bronnen vermelde verblijf te midden van wolken en aardse wateren, in een voor de Azteken kenmerkende dialectiek van water en vuur.